# Ischlberg
Ischlberg ist ein Ort im Ausseerland des Salzkammerguts in der Steiermark  und gehört zur Stadtgemeinde Bad Aussee im Bezirk Liezen.

## Geographie
Der Ort Ischlberg befindet sich 37 Kilometer westlich von Liezen, 2½ km westlich oberhalb von Bad Aussee, in der Ortschaft Sarstein der Katastralgemeinde Reitern. Er liegt am Westrand des Ausseer Beckens am Ischlkogel (977 m ü. A.), einem Vorgipfel des Sarsteinmassivs, auf um die 800 m ü. A. Höhe.
Die Ortslage umfasst gut 20 Adressen.
Die Pötschenstraße (Salzkammergutstraße, B145) zum Pötschenpass passiert unterhalb bei Vogelbichl.
| Unterlupitsch (Gem. Altaussee) | Klaus (Gem. Altaussee)                      | Wimm (Gem. Altaussee) |
| Sommersberg                    | Kompassrose, die auf Nachbargemeinden zeigt | Reitern Vogelbichl    |
|                                | Egg                                         | Lerchenreith          |

## Infrastruktur
In Ischlberg befindet sich das Naturerlebniszentrum Alpengarten Bad Aussee, mit einem  Rundwanderweg um den Ischlkogel und zum Sommersbergsee dahinter.

## Nachweise
- 61207 – Bad Aussee. Gemeindedaten der Statistik Austria

1. ↑  Alpengarten. badaussee.at;
Naturerlebniszentrum Alpengarten Bad Aussee. mamilade.at